# Terres baixes de Lankaran
Les terres baixes de Lankaran (àzeri: Lənkəran ovalığı) és una estreta banda de terra de baixa altitud de l'Azerbaidjan meridional al costat de la mar Càspia. És l'extensió sud de la terra baixa de Kura-Aras,la qual al seu torn és una extensió de la Depressió Aralocaspiana. Rep el nom per la ciutat de Lankaran.
Està limitada per les Muntanyes Talix i arriba fins a l'Iran a Astara.
Aquesta plana és part del Parc Nacional Hirkan que conserven part del Bosc mixt hircà del Caspi que antigament cobria tota la regió.
Tanmateix, hi ha un pla de reforestació.
El clima de la zona és subtropical humit i s'hi cultiven el te, l'arròs i els cítrics.
La pluviometria anual es troba entre els 1.600 i els 1.800 litres i juntament amb les Muntanyes Talix és el lloc on plou més de l'Azerbaidjan.